# إدي بيل
إدي بيل (بالإنجليزية: Eddie Bell)‏ هو لاعب كرة قدم أمريكية أمريكي، ولد في 25 مارس 1931 في فيلادلفيا في الولايات المتحدة، وتوفي في 16 نوفمبر 2009.

## وصلات خارجية
- إدي بيل على موقع مرجع كرة القدم المحترفة.كوم (الإنجليزية)